# Helmut Diller
Helmut Diller (* 26. Oktober 1911 in Stuttgart; † 2. Dezember 1984 in München) war ein deutscher Tiermaler, Medailleur und Bildhauer, der für seine Münzen, Tierplastiken und Tierillustrationen bekannt war.

## Leben

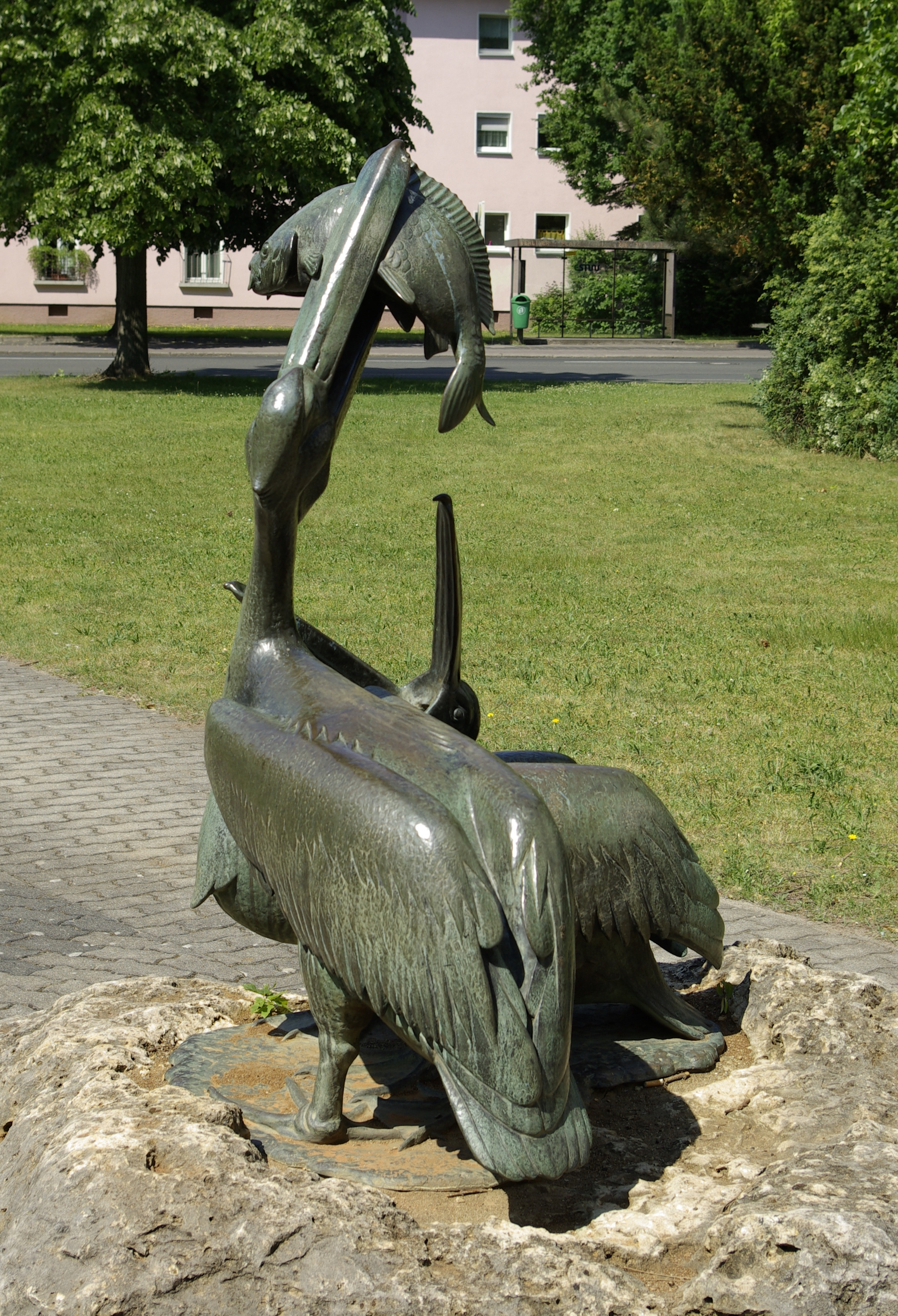
Der ehemalige Pelikanbrunnen in Erlangen, nach einem Entwurf von Helmut Diller

Dillers Vater war der Bildhauer Fritz Diller (1875–1946), der die künstlerische Begabung seines Sohnes bereits im Kleinkindalter entscheidend förderte. Der Entomologe Erich Diller ist sein Neffe. Nach seinem Studium bei Heinrich Waderé an der Akademie der Bildenden Künste München, unternahm er Studienreisen durch Europa (Frankreich, Italien und Griechenland), den Orient und Afrika. Seine Arbeiten als Maler und Tierbildhauer wurden in Ausstellungen in Europa und den Vereinigten Staaten präsentiert.
1939 stellte er eine Tierplastik auf der Großen Deutschen Kunstausstellung aus.
Diller schuf zahlreiche Skizzen und Entwürfe für Münzen und Medaillen. Darunter befinden sich Porträts von Konrad Adenauer, Charles de Gaulle, John F. Kennedy, Papst Johannes XXIII., Richard Nixon, Neil Armstrong, Nikolaus Kopernikus, Johannes Kepler, Galileo Galilei, Homer, Johann Wolfgang von Goethe, William Shakespeare, Tilman Riemenschneider, Auguste Rodin, Michelangelo, Rembrandt Harmensz van Rijn, Kurt Georg Kiesinger, Charles Darwin, Isaac Newton, Alexander von Humboldt und Winston Churchill.
Diller entwarf 48 Medaillen über bedrohte Tierarten für den WWF, für den er auch zahlreiche Publikationen illustrierte. Viele seiner Werke wurden für den International Fund for Animal Welfare (IWAF) ausgewählt. Zu Beginn der 1980er Jahre schuf er das Emblem der Zoologischen Gesellschaft für Arten- und Populationsschutz, eine Riesen-Rappenantilope.
Zu den von Diller illustrierten Büchern zählen Rassehunde – Wildhunde sowie Klassifikation der Säugetiere: Monotremata, Marsupialia von Theodor Haltenorth (beide 1958), Last Survivors. The Natural History of 48 Animals in Danger of Extinction von Noel Simon und Paul Géroudet (1970), Säugetiere Afrikas und Madagaskars von Theodor Haltenorth (1977), Säugetiere. 181 Arten Europas von Detlef Schilling und Detlef Singer (1983) und Jagdkunde. Ein Lehrbuch zur Einführung in das Waidwerk von Fritz Nüßlein (1984). 2006 wurden seine Illustrationen für das Buch Der BLV-Tierführer für unterwegs: Säugetiere, Vögel, Reptilien, Amphibien, Insekten und andere von Michael Lohmann verwendet. Ferner finden sich seine Illustrationen in der Zeitschrift Reader’s Digest.
Diller arbeitete auch als Holzschnitzer. Nach seiner Vorlage wurden zahlreiche Tierbronzen gegossen, darunter die Plastik mit zwei Pelikanen auf dem Berliner Platz in Erlangen, die ursprünglich eine Brunnenanlage war.
Diller war auch für die Württembergische Metallwarenfabrik sowie die Porzellan-Manufakturen Hutschenreuther, Rosenthal sowie Metzler & Ortloff tätig.

## Privates
Diller war zweimal verheiratet. Ab 1938 mit Lily, die 1978 starb. Aus dieser Ehe gingen ein Sohn und drei Töchter hervor, von denen der Sohn 1961 starb. 1978 heiratete er Waltraud Russ, eine Witwe, die er bereits in jungen Jahren kennengelernt hatte.